# (16923) 1998 FB61
A (16923) 1998 FB61 a Naprendszer kisbolygóövében található aszteroida. A LINEAR projekt keretében fedezték fel 1998. március 20-án.